# Schistochlamys
Schistochlamys és un gènere d'ocells de la família dels tràupids (Thraupidae).

## Taxonomia
Segons la Classificació del Congrés Ornitològic Internacional (versió 2.5, 2010) aquest gènere està format per dues espècies:
- Schistochlamys melanopis - tàngara caranegra.
- Schistochlamys ruficapillus - tàngara de pit canyella.